# Birk Meinhardt

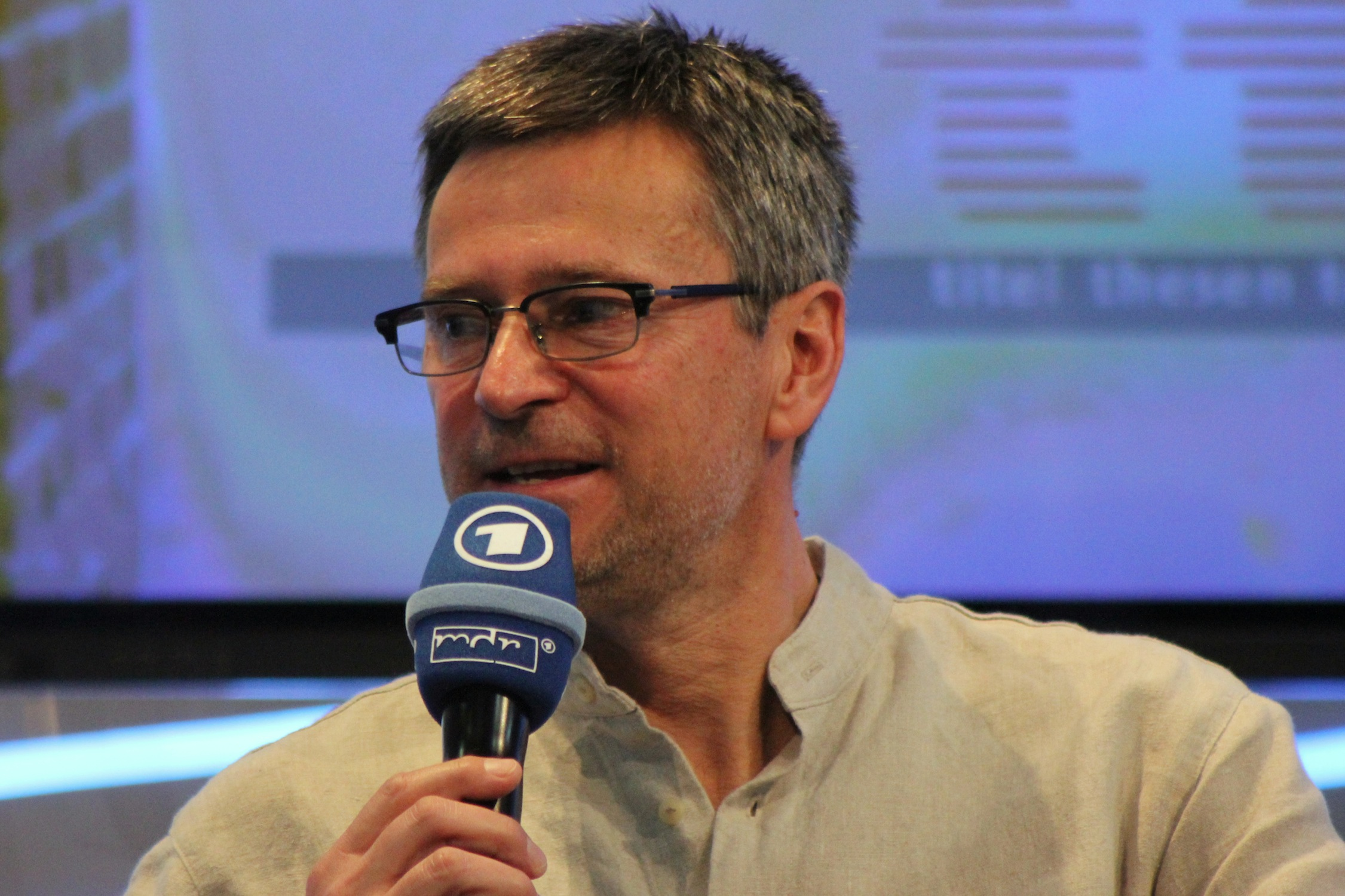
Birk Meinhardt (2013)

Birk Meinhardt (* 1959 in Ost-Berlin) ist ein deutscher Schriftsteller und ehemaliger Journalist.

## Leben
Meinhardt wurde in Berlin-Pankow geboren und studierte an der Karl-Marx-Universität Leipzig Journalistik. Er arbeitete zunächst als Sportredakteur. Von 1996 bis 2012 war er Reporter bei der Süddeutschen Zeitung. In jener Zeit erschienen auch seine ersten beiden Romane. 2012 verließ er den Journalismus, seitdem widmet er sich ganz der Literatur.

## Wie ich meine Zeitung verlor
Da die Süddeutsche Zeitung ab 2004 immer wieder einige seiner Texte nicht drucken wollte, da sie angeblich nicht zur grundsätzlichen Haltung der Zeitung passten, verließ Meinhardt 2012 die SZ. Über diese Trennung veröffentlichte er 2020 das Buch Wie ich meine Zeitung verlor: Ein Jahrebuch. Darin kritisiert er den aus seiner Sicht einseitigen Journalismus. Wolfgang Krach,  Chefredakteur der Süddeutschen Zeitung, bezeichnete die Darstellung Meinhardts als irreführend.
Harald Martenstein stellte in der Wochenzeitung Die Zeit den Journalismus Meinhardts jenem von Claas Relotius gegenüber: „Während Claas Relotius mit erfundenen, aber politisch erwünschten Geschichten zum Superstar der Reportage aufstieg, schrieb Meinhardt dicke Romane.“ Martenstein fand jede der unterdrückten Reportagen Meinhardts, die im Buch abgedruckt sind, „besser als jeden Satz von Relotius, den ich kenne“.
Sabine Rennefanz von der Berliner Zeitung schrieb, Meinhardts „Kränkung“ habe mehr damit zu tun, „wie sich die Medienbranche in den vergangenen 20 Jahren gewandelt hat, als mit Meinungsdiktatur.“  Meinhardts Erfahrungen seien eine Zeitreise in eine Zeitungswelt, die es so nicht mehr gebe und die er selbst auch nicht habe erleben können. „Früher waren Reporter die Stars der Zeitungen, heute sind Manager und Autoren, die schnell Meinungen auf den Punkt bringen können, wichtiger. Meinhardt ist kein Turbo-Schreiber. Er ist ein Einzelkämpfer, ringt um jedes Wort. Das hält heute nur den Betrieb auf.“ Rennefanz vermisst Meinhardts Reflexion der eigenen Rolle „oder auch eine zweite Ebene, die die Heimatlosigkeit der Ostdeutschen in den Medien beschreibt.“ Alles drehe sich um die „Kränkung eines älteren weißen Mannes.“
Knut Cordsen sprach im Bayerischen Rundfunk von einem „klugen kleinen Buch, das nie selbstgerecht anklagt, sondern selbstkritisch ist“. Man täte gut daran, es „nicht als Abrechnung zu lesen, sondern als Appell an uns alle“.

## Ehrungen und Auszeichnungen
- 1999 Egon-Erwin-Kisch-Preis für Alle sind wir da, bis auf Erich Honecka in der Süddeutschen Zeitung[6]
- 2001 Egon-Erwin-Kisch-Preis für die Reportage Vom Glück, das rechte Wort zu treffen
- 2013 Literaturpreis der Stahlstiftung Eisenhüttenstadt
- 2013 Nominierung für den Preis der Leipziger Buchmesse für den Roman Brüder und Schwestern. Die Jahre 1973–1989

## Werke
- Boxen in Deutschland. Rotbuch Verlag, 1996, ISBN 3-8802-2404-8.
- Die seltsamen Wege zum Glück. Sammlung von Reportagen aus der Süddeutschen Zeitung. Ch. Links Verlag, Berlin 2002, ISBN 3-8615-3258-1.
- Der blaue Kristall, Roman. Eichborn Verlag, Frankfurt am Main 2004, ISBN 3-8218-5742-0.
- Im Schatten der Diva, Roman. Eichborn Verlag, Frankfurt am Main 2007, ISBN 3-8218-5802-8.
- Brüder und Schwestern. Die Jahre 1973–1989. Carl Hanser Verlag, München 2013, ISBN 978-3-446-24119-0.
- Brüder und Schwestern. Die Jahre 1989–2001. Carl Hanser Verlag, München 2017, ISBN 978-3-446-25279-0.
- Wie ich meine Zeitung verlor: Ein Jahrebuch. Das Neue Berlin, Berlin 2020, ISBN 978-336-001-362-0.
- Mein Bornholm. mare, Hamburg 2022, ISBN 978-3-86648-659-1.
- Abkehr: Ein Hafttagebuch. Vabanque Verlag, 2024, ISBN 978-3-00-079483-4.